# Casa Carreras
La Casa Carreras es un edificio modernista de estilo neogótico, situado en la calle Montsió, 5, de Barcelona, España. La obra se atribuye a Josep Puig i Cadafalch, sobre el año 1920.
El inmueble está catalogado como Bien Cultural de Interés Local en el Catálogo del Patrimonio Cultural catalán, con el código 08019/480.

## Historia
La construcción de la finca se atribuye a Josep Puig i Cadafalch, y se trata simplemente de la reforma de un edificio ya existente a finales del siglo XIX, cuando el arquitecto construyó la vecina Casa Martí, al otro lado del pasaje del Patriarca, con la que guarda similitudes estilísticas.
Ambos edificios se levantan sobre el solar del antiguo Monasterio de Santa María de Montesión, que anteriormente fue Santa Eulalia del Campo. Abandonado por la monjas dominicas en 1888, la familia de empresarios textiles Martí i Puig adquirió la mayor parte de los terrenos. Construyeron una residencia familiar, con fachada principal a la plaza de Santa Ana (hoy Portal de l'Àngel, 24), cuyo jardín posterior daba al pasaje del Patriarca. En 1894, al otro lado de este pasaje, el maestro de obras Joan Frexe i Vilardaga les construyó un almacén de tejidos, conectado directamente con la residencia familiar gracias a un puente elevado sobre la calle. Finalmente, en 1896, en la calle Montsió, 3 bis, esquina con el pasaje del Patriarca, encargaron a Puig i Cadafalch otra finca residencial, conocida también como Casa Martí.
Francesc Martí i Puig falleció en 1905, heredando sus propiedades su única hija, Margarita Martí. Casada con Joaquim Carreras Nolla, miembro de una importante saga de joyeros y plateros, hacia 1930 el matrimonio encargó la ampliación de la casa al arquitecto Antonio Puig y Gairalt.
Entre 1978 y 1983. los bajos de la Casa Carreras albergaron la renacida taberna Els Quatre Gats, recuperada por un grupo de empresarios de la hostelería, ante la imposibilidad de instalarse en el local original, en la vecina Casa Martí, ocupado por un almacén textil. Finalmente, en 1983 los propietarios lograron trasladarse al emplazamiento original.

## Arquitectura
La finca, situada en la esquina de la calle de Montsió con el pasaje del Patriarca, consta de planta baja, dos pisos y buhardilla. 
En la planta baja, con revestimiento cerámico de motivos florales sobre el basamento de piedra, se abren arcos de ladrillo caravista, cerrados con una reja de hierro forjado y sostenidos por columnas. La entrada principal está coronada por un frontón semicircular, con tímpano de cerámica. La fachada de las plantas superiores está decorada con esgrafiados florales, y está coronada con cornisa y almenas escalonadas de ladrillo. En la fachada del pasaje hay un plafón de cerámica con la imagen de san Eloy, patrón de orfebres y joyeros, bajo una hornacina de piedra muy ornamentada.
El edificio contiguo, en el número 4 del pasaje del Patriarca, mantiene en su fachada el mismo esgrafiado y coronamiento, además del revestimiento cerámico de la planta baja, que se extiende también a los almacenes vecinos (número 6-10), hasta el final del pasaje. En la fachada del número 4 destaca también un plafón de baldosas pintadas con la imagen de San Joaquín, onomástico del propietario.